# Tertiapatidae
De Tertiapatidae zijn een familie van uitgestorven fluweelwormen (Onychophora). De wetenschappelijke naam van de familie werd voor het eerst geldig gepubliceerd door Poinar in 1901.

## Taxonomie
Het volgende geslacht is bij de familie ingedeeld:
- Geslacht  † Tertiapatus Poinar, 2000[1]